# Yttre Lansjärv
Het Yttre Lansjärv is een meer in Zweden, in de gemeente Överkalix. De Skrövån komt van het Övre Lansjärv en stroomt in het noorden het meer in. Het is een langgerekt meer en lijkt meer op een verbreding in de rivier.